# Státní dívčí reálné gymnasium Slezská
Státní dívčí reálné gymnázium ve Slezské (Státní dívčí reálné gymnasium Praha XII., Slezská ul. 68) je zrušená střední škola v Praze na Vinohradech.

## Historie
Propagátoři nového lycea v Praze (Ústřední spolek českých žen nebo Ústřední spolek českých profesorů) oslovili zastupitelstvo Královských Vinohrad a to jim přislíbilo podporu 8.000 korun na založení "Spolku pro zřízení a vydržování dívčího lycea na Královských Vinohradech". Spolek byl povolen výnosem C. k. místodržitelství v království Českém č. 117.456 ze dne 22. května 1908.
Desetičlenné kuratorium zvolené 17. června 1908 na ustavující valné schůzi poté pečovalo o chod školy, jejímž prvním ředitelem se stal Josef Kollman, dosavadní profesor c. k. státní reálky na Královských Vinohradech. Lyceum bylo umístěno ve Slezské třídě v nově postaveném činžovním domě (arch. J. Heberl) a prostory tohoto nájemního domu byly upraveny pro účely výuky. Pro první školní rok bylo přijato 114 žákyň.
V době vzniku lycea probíhala reforma dívčího školství, po kterém maturantky lyceí od roku 1910 ztratily právo studovat na filozofických fakultách. Vzdělání si musely doplnit, a proto pro první absolventky byl školního roku 1911-12 otevřen reálně gymnasiální kurz. Tento kurz následujícího roku nahradila dvouletá reálně gymnasiální škola pokračovací.
Od školního roku 1918/19 se ústav stal plným reformním reálným gymnáziem a jeho maturantky tak mohly studovat na fakultách filozofických a lékařských. Zaměření reformních gymnázií jim ale bránilo studovat technické obory. Spolu s reformními třídami tak na ústavu zůstalo původní lyceum určené pro budoucí lékárnice nebo učitelky na obecných školách, kterým stačilo nižší vzdělání. Lyceum ale bylo postupně omezováno, naposledy byla jeho VI. třída otevřena ve školním roce 1924-25.
Škola se rozrůstala, ale stále zůstávala v činžovním domě ve Slezské. Kuratorium pro ni muselo najímat další prostory v soukromých domech nebo v jiných školách. Od Sokola nebo jiných škol byly najímány také tělocvičny. Byla proto snaha postavit vlastní budovu. Na schůzi městského zastupitelstva 13. června 1919 byly kuratoriu věnovány pozemky v Lužické ulici. Kuratorium ale pro nedostatek peněz stavbu nezahájilo a pozemek mu byl 23. srpna 1921 odebrán. Škola tak přes další snahu zůstala v původních prostorách činžovního domu ve Slezské ulici až do svého zrušení roku 1950.
Po roce 1938
V září 1938 byl ústav zestátněn. Roku 1941 bylo zrušeno řádové gymnasium v Korunní ulici, odkud do školy ve Slezské přešla řada jeho žákyň. Dva zatímní správci byli odvoláni v souvislosti s nalezením letáků s protiněmeckými nápisy, další zatímní správce byl 9. února 1945 převezen k výslechu gestapem.
5. března 1945 byla školní budova vyklizena pro Technickou nouzovou pomoc a gymnázium přesídleno do nedaleké budovy gymnázia ve Slovenské ulici čp. 27. Po skončení války se ústav vrátil zpět do Slezské. V té době měl 20 tříd, které se dělily o 12 místností a výuka se tak konala střídavě dopoledne a odpoledne. Od 1. září 1948 mělo být gymnázium přemístěno do budovy anglického gymnasia v Charvátově ulici. K tomu nakonec nedošlo a poslední školní rok 1948-49 byl odučen v budově ve Slezské.

## Názvy školy
- Státní dívčí reálné gymnasium Praha XII., Slezská ul. 68 (před přečíslováním čp. 56)
- Vrtuální mapová sbírka: Orientační plán král. hl. města Prahy a obcí sousedních. Měřítko: 5000. Vydání: 1914. Vlastník: Historický ústav Akademie věd České republiky.
- dříve Dívčí lyceum na Královských Vinohradech[2]